# Liste der Schiffe der United States Navy/X
- USS X-1 (X-1)
- USS Xanthus (AR-19)
- USS Xarifa (SP-581)
- USS Xenia (AKA-51)